# Накамура, Сюнгику
Сюнгику Накамура (яп. 中村春菊 Накамура Сюнгику, род. 13 декабря 1980) — мангака, прославившаяся мангой в жанре яой. Её дебютная работа Touzandou Tentsui Ibun (яп. 東山道転墜異聞) была опубликована в 1998 году. Наиболее известной мангой Накамуры является Junjou Romantica, выходящая в журнале CIEL TresTres с 2002 года. По её мотивам было снято три анимационных сериала.

## Список работ
- Touzandou Tentsui Ibun (東山道転墜異聞)
- Tsuki wa Yamiyo ni Kakuru ga Gotoku (月は闇夜に隠るが如く)
- Mangetsu Monogatari (満月物語)
- Umi ni Nemuru Hana (海ニ眠ル花)
- Junjou Romantica (純情ロマンチカ)
- Hybrid Child (はいぶりっどちゃいるど)
- W.P.B. (√W.P.B.)
- Hard & Loose (ハード＆ルーズ)
- Sekai-ichi Hatsukoi (世界一初恋)